# روبن كاسترو
روبن كاسترو (بالإسبانية: Rubén Castro) لاعب كرة قدم اسباني معتزل ولد يوم 27 يونيو 1981 في مدينة لاس بالماس بجزر الخالدات.

## روابط خارجية
- روبن كاسترو على موقع الاتحاد الأوربي (الإنجليزية)
- روبن كاسترو على موقع قاعدة بيانات كرة القدم.إي يو (الإنجليزية)
- روبن كاسترو على موقع Soccerbase.com (لاعب) (الإنجليزية)
- روبن كاسترو على موقع Soccerway.com (الإنجليزية)
- روبن كاسترو على موقع عالم كرة القدم.نت (الإنجليزية)
- روبن كاسترو على موقع AS.com (الإسبانية)